# Luna (kommun i Spanien, Aragonien, Provincia de Zaragoza, lat 42,18, long -0,92)
Luna är en kommun i Spanien.   Den ligger i provinsen Provincia de Zaragoza och regionen Aragonien, i den nordöstra delen av landet, 300 km nordost om huvudstaden Madrid. Antalet invånare är 825. Arean är 309 kvadratkilometer.
Terrängen i Luna är kuperad norrut, men söderut är den platt.